# 波利角
65°56′S 55°10′E / 65.933°S 55.167°E
波利角是南極洲的岬角，位於恩德比地，處於巴特比角和馬格尼特灣之間，該岬角在1930年1月被探險隊發現，該岬角現時由南極條約體系管理。